# Andrena hedikae
Andrena hedikae là một loài Hymenoptera trong họ Andrenidae. Loài này được Jaeger mô tả khoa học năm 1934.